# 張廷玉 (萬曆進士)
張廷玉（1572年—？年），字汝光，號石初，陝西省延安府膚施縣人，明末官員。

## 生平
癸卯陕西鄉試三十四名舉人，萬曆三十八年（1610年）庚戌科第三甲第一百九十五名進士。都察院觀政，授山西臨汾縣知縣，四十三年乙卯被論，左遷江西布政司檢校。四十六年陞直隸新安縣（今河北省安新縣）知縣。

## 家族
曾祖張霞；祖張東；父張惟曆，壽官；母徐氏；繼母解氏。永感下。弟田玉。子琪美；琮美；玹美；瑀美；瑾美。